# 3'(2'),5'-Bisfosfatna nukleotidaza
3'(2'),5'-Bisfosfatna nukleotidaza (EC 3.1.3.7, fosfoadenilatna 3'-nukleotidaza, 3'-fosfoadenililsulfatna 3'-fosfataza, 3'(2'),5'-bisfosfonukleozidna 3'(2')-fosfohidrolaza) je enzim sa sistematskim imenom adenozin-3'(2'),5'-bisfosfat 3'(2')-fosfohidrolaza. Ovaj enzim katalizuje sledeću hemijsku reakciju
adenozin 3',5'-bisfosfat + H2O {\displaystyle \rightleftharpoons } AMP + fosfat
Ovaj enzim takođe deluje na 3'-fosfoadenilil sulfat, i na korespondirajuće 2'-fosfate.

## Literatura
- Nicholas C. Price; Lewis Stevens (1999). Fundamentals of Enzymology: The Cell and Molecular Biology of Catalytic Proteins (Third изд.). USA: Oxford University Press. ISBN 019850229X.
- Eric J. Toone (2006). Advances in Enzymology and Related Areas of Molecular Biology, Protein Evolution (Volume 75 изд.). Wiley-Interscience. ISBN 0471205036.
- Branden C; Tooze J. Introduction to Protein Structure. New York, NY: Garland Publishing. ISBN 0-8153-2305-0.
- Irwin H. Segel. Enzyme Kinetics: Behavior and Analysis of Rapid Equilibrium and Steady-State Enzyme Systems (Book 44 изд.). Wiley Classics Library. ISBN 0471303097.

## Spoljašnje veze
- 3'(2'),5'-bisphosphate+nucleotidase на 